# カントリー・パンプキン
『カントリー・パンプキン』(Country Pumpkin)は、ジミー時田、寺本圭一、斉藤任弘、大野義夫の共同名義によるアルバム。1972年1月に日本コロムビア傘下のマッシュルーム/デンオン・レーベルからリリースされた。

## 解説
4人のカントリー歌手が、細野晴臣のプロジェクトに参加・客演した異色の作品である。

## 収録曲

### SIDE A
1. はみだした男  –  (2'51")
2. また陽が落ちる  –  (3'37")
3. 春を待っている  –  (2'20")
4. 離れていても  –  (3'15")
5. 君を呼ぶヨーデル  –  (4'08")

### SIDE B
1. それだけの幸せ  –  (2'56")
2. 終りの季節  –  (3'20")
翌年1973年に細野晴臣がアルバム『HOSONO HOUSE』にてセルフカバーする。
3. 星の涙  –  (3'10")
4. 平和のタムタム  –  (2'42")
5. まっしゅるうむ青年團  –  (2'02")

## パーソネル

### はみだした男
- 柴田千歳  –  アコースティック・ギター
- 細野晴臣  –  ベース、ピアノ
- 松本隆  –  ドラムス
- ジミー時田  –  ヴォーカル

### また陽が落ちる
- 宮城久弥  –  フィドル
- 原田実  –  スティール・ギター
- 大野克夫  –  ピアノ、スティール・ギター
- 細野晴臣  –  ベース
- 原田祐臣  –  ドラムス
- 寺本圭一  –  ヴォーカル

### 春を待っている
- 大野克夫  –  ドブロ
- 細野晴臣  –  ベース、アコースティック・ギター
- 林立夫  –  ドラムス
- 斎藤任弘  –  ヴォーカル

### 離れていても
- 成田賢  –  ブルース・ハープ
- 柴田千歳  –  エレクトリック・ギター
- 細野晴臣  –  ベース、アコースティック・ギター
- 原田祐臣  –  ドラムス
- 寺本圭一  –  ヴォーカル

### 君を呼ぶヨーデル
- 成田賢  –  アコースティック・ギター
- 細野晴臣  –  ベース
- 松本隆  –  ドラムス
- 大野義夫  –  ヴォーカル、アコースティック・ギター、バンジョー

### それだけの幸せ
- 柴田千歳  –  エレクトリック・ギター
- 大野克夫  –  ピアノ
- 細野晴臣  –  ベース、アコースティック・ギター
- 原田祐臣  –  ドラムス
- 寺本圭一  –  ヴォーカル

### 終りの季節
- 細野晴臣  –  ベース、ピアノ、アコースティック・ギター
- 林立夫  –  ドラムス
- 斎藤任弘  –  ヴォーカル

### 星の涙
- 柴田千歳  –  アコースティック・ギター
- 細野晴臣  –  ベース
- 松本隆  –  ドラムス
- 大野義夫  –  ヴォーカル、アコースティック・ギター、バンジョー

### 平和のタムタム
- 細野晴臣  –  ベース
- 脇俊文  –  チェロ
- 柴田千歳  –  エレクトリック・ギター
- 松本隆  –  和太鼓
- ジミー時田  –  ヴォーカル

### まっしゅるうむ青年團
- 宇野もんど  –  アコースティック・ベース、アコースティック・ギター、カズー、マンドリン